# Marina Romero
Marina Romero Serrano (* 5. Februar 1908 in Madrid; † 5. August 2001 ebenda) war eine spanische Schriftstellerin, Dichterin, Kinderbuchautorin, Philologin und Hochschullehrerin. Sie arbeitete als Hochschullehrerin in den Vereinigten Staaten und als Schriftstellerin in Spanien, wo sie der Generación del 27 zugerechnet wird.

## Leben
Romero wurde als Waise geboren, da ihre Mutter bei der Geburt und ihr Vater einige Tage zuvor an Typhus starb. Die Familie war wohlhabend und fortschrittlich gesinnt, ihr Patenonkel war der Neurologe Luis Simarro.
Sie besuchte in Madrid das International Institute for Girls und ab dem Alter von zehn Jahren das Instituto Escuela. 1926 schloss sie ihr Studium in der naturwissenschaftlichen Abteilung ab. Sie erwarb 1929 ein Lehramtsdiplom an der Escuela Normal de Magisterio in Guadalajara. Sie beteiligte sich an den Aktivitäten der Residencia de Señoritas mit einer Lesung ihrer Gedichte im Juni 1932.
1934 erhielt sie ein Stipendium, um ihr Studium in den Vereinigten Staaten am Smith College in Northampton, MA, fortzusetzen. 1935 veröffentlichte die Alumni-Vereinigung der Residencia de Señoritas ihr Buch Poemas A, das von der Residentin Delhy Tejero illustriert wurde. Ein Artikel über das Buch erschien in der Zeitschrift Noreste in der Ausgabe 11 vom Sommer 1935. Im selben Jahr erhielt sie ein neues Stipendium für das Mills College in Oakland, CA, wo sie einen Master of Arts erwarb. Vor dem Bürgerkrieg kehrte sie nicht mehr nach Spanien zurück und begann 1938, an der Rutgers University, NJ, spanische Sprache und Literatur zu unterrichten. Sie war auch Leiterin des spanischen Hauses am Douglas College.
In Spanien wurde sie 1940 im Rahmen der franquistischen Säuberungsaktionen endgültig entlassen und verlor alle ihre Rechte. Nachdem sie sich in den Vereinigten Staaten niedergelassen hatte, veröffentlichte sie in Mexiko Nostalgia del mañana im Verlag Editorial Rueca, der von mexikanischen Schriftstellerinnen und Dichterinnen wie Concha Méndez und Ernestina de Champourcín geleitet wurde. Ihre Gedichte wurden 1947 in die Anthologie Poetas Libres de la España peregrina en América aufgenommen. Obwohl sei weiter in den Vereinigten Staaten lebte, veröffentlichte sie ab 1952 mehrere Gedichtbände in Spanien.
1957 gab sie Paisaje y literatura de España, eine Anthologie der Literatur der Generación del 98, heraus und illustrierte sie mit ihren eigenen Fotografien. Dieses Buch wurde vom Instituto Nacional del Libro español, dem spanischen nationalen Buchinstitut, ausgezeichnet.
1970 kehrte sie endgültig nach Spanien zurück und widmete sich ganz dem Schreiben von Gedichten und dem Theater für Kinder. Im Jahr 1982 wurde eine Cantata Divertimento mit Musik des Komponisten Antón García Abril uraufgeführt, die durch ihren  Gedichtband Alegrías inspiriert war.
Im Jahr 1990 wurde sie zur Ehrenvorsitzenden der Liga Española Pro-Derechos Humanos, der spanischen Liga für Menschenrechte, ernannt. 1992 verlieh ihr die Universidad Complutense de Madrid eine Ehrenmedaille.
Romero starb im Jahr 2001.

## Werk
1935 wurde ihr erstes Buch, Poema A, veröffentlicht. Der Einfluss von Federico García Lorca ist offensichtlich, insbesondere in der Wiederholung von Klischees wie dem Mond und der Farbe Grün, die mit Tragödie und Tod assoziiert werden. Die Präsenz des damit verbundenen Todes ist konstant. Das macht den allgemeinen Ton des Buches bitter. Der Stil erinnert in vielen Fällen an die volkstümliche Dichtung, da er Parallelismen und Wiederholungen verwendet.
Romeros Beschäftigung mit Spanien zieht sich durch Nostalgia de mañana (Mexiko, Rueca, 1943), obwohl es auch kurze Liebeslieder gibt, die an Pedro Salinas erinnern. Von 1952 an veröffentlichte sie in Spanien die Titel Presencia del recuerdo (Aguirre Imp., 1952), Midas. Poema de Amor (Ínsula, 1954) und Sin agua, el mar (Agora, 1962). Es sind Gedichte, in denen sie über die menschliche Existenz, über das Exil, über das Vergehen der Zeit und über die Existenz einer Gottheit, die dem Leben einen Sinn gibt, nachdenkt. Ihr Engagement für die Kinderliteratur verband sie mit der Veröffentlichung weiterer Bücher wie Honda raíz: (variaciones sobre el mismo tema) (Torremozas, 1989) und Poemas de ida y vuelta (Torremozas, 1999).
Nach der Veröffentlichung von Alegrías im Jahr 1973 widmete sie sich ganz der Kinderliteratur. Es entstanden fünf Bücher mit Gedichten, eines mit Erzählungen (Cuentos rompecabezas) und ein dramatisches Werk (Churrupete va a la luna). Alegrías enthält dreißig Gedichte, die mit den Namen von Tieren beginnen und mit den Namen von Blumen enden. Einige sind Romanzen, andere basieren auf populären Liedern, die sie mit Humor und Witz wiedergeben, und wieder andere sind Fantasie. Auf der Grundlage dieses Buches wurde 1979 ein „Kantatendivertimento“ für Kinderchor und 1982 eine Schallplatte aufgenommen. Campanillas del aire wurde 1984 veröffentlicht. Romero behält darin den gleichen Stil bei. Die Reime sind einfach und klangvoll. Disparatillos con Masacha, das 1986 veröffentlicht wurde und dessen Titel von einem Hund namens „Masacha“ inspiriert wurde, versammelt 37 Gedichte mit Titeln von Bäumen. Sie fuhr fort, Klangreime und humoristische Wortspiele zu schaffen. Poemas a doña Chavala y don Chaval wurde 1987 veröffentlicht. Es besteht aus 15 Gedichten mit Illustrationen von Marina Seoane. Poemas rompecabezas wurde 1995 veröffentlicht. Jedes Gedicht enthält eine von der Autorin verfasste Aufgabe: in jedem gibt es drei fehlende Wörter, die der Leser erraten muss.